# Rue Pouchkine (Yalta)
La rue Pouchkine (Пушкинская улица), autrefois boulevard Pouchkine (Пушкинский бульвар), est une rue piétonnière de la ville de Yalta en Crimée. Elle se trouve dans la partie Ouest de la ville au bord de la rivière Outchan-Sou, parallèlement à la rue Gogol. Elle est bordée de nombre d'édifices classés au patrimoine, de la fin du XIXe siècle au début du XXe siècle. Elle doit son nom au grand écrivain russe Alexandre Pouchkine.

## Description
Cette voie piétonnière s'étend sur 750 m environ. Les maisons situées sur le bras gauche en amont de la Vodopadnaïa (ou Outchan-Sou) portent des numéros impairs. Il n'y a pas de numéros pairs. La rue Pouchkine est parallèle à la rue Gogol et mène à la rue Lomonossov. Elle est traversée par la rue Botkine. Au sud de la rue, se trouve un espace où l'on vend des tableaux et où les touristes peuvent se faire faire leur portrait directement dans la rue.

## Histoire
La rue est percée dans les années 1880 comme boulevard planté de marronniers, bordé d'arbustes décoratifs et de plates-bandes et de bancs. Ce boulevard longe la rive gauche de l'Outchan-Sou. À côté une voie reliait l'actuel quai Lénine (promenade du bord de mer) à la place Pouchkine, de même que le boulevard.
D'après les souvenirs d'E.K. Petrova, l'aménagement de la rive gauche intervient dans la seconde moitié du XIXe siècle en en faisant la frontière de la ville et pour assainir cette partie insalubre et débordant pendant les grosses pluies.
Cette rue et la place Pouchkine reçoivent leur nom en 1887 pour le cinquantenaire de la mort de Pouchkine. Avant la révolution d'Octobre, cette place était la seule de Yalta. La place est le lieu de manifestations dès la révolution de Février et plus tard de troubles fomentés par les bolchéviques autour de l'ancienne maison du Peuple.
En septembre 1890, le prince Vladimir Troubetskoï soumet une demande à la municipalité pour la construction d'une gloriette de jardin (belvédère) dans le style grec chez lui. L'auteur du projet de ce belvédère est l'architecte Nikolaï Krasnov. Le niveau inférieur du belvédère avec une porte en arc est constitué d'une grande maçonnerie de moellons convexe et carrée. Un escalier mène au premier étage, surplombant la plate-forme d'observation, dont les plafonds reposent sur huit colonnes jumelées cylindriques et carrées. On remarque un décor de vases. Au niveau inférieur du belvédère qui servait de garage, un treillis forgé d'une rare beauté a été préservé de l'époque tsariste. Des spécialistes lui ont rendu sa forme d'origine.
L'église catholique de Yalta, placée sous le vocable de l'Immaculée Conception, a été construite ici en 1898-1906). Elle est fermée au culte dans les années 1920 et on y installe le fonds du musée d'histoire de Yalta; à partir de 1988, elle sert de salle de concert d'orgue et de musique de chambre. En 1992, elle est rendue à la communauté catholique.
Dans les années 1970, la rue connaît des travaux de réaménagement. Elle est fermée à la circulation automobile, les clôtures des maisons sont enlevées. En 2007-2008, la rue devient la continuité du quai et est recouverte de carreaux de granite, tandis que l'on installe des fontaines et que l'on restaure des façades et le belvédère.
Les rives de la rivière sont renforcées en 2018 et en 2021,.
Le 10 février 2010, on inaugure une statue de bronze de Pouchkine, œuvre de Victor Gordeïev, et le 26 août 2011 on installe au croisement de la rue Botkine et de la rue Pouchkine un monument en mémoire d'Alexandre Khanjonkov, fondateur des studios de cinéma de Yalta et pionnier du cinéma russe.

### Édifices remarquables

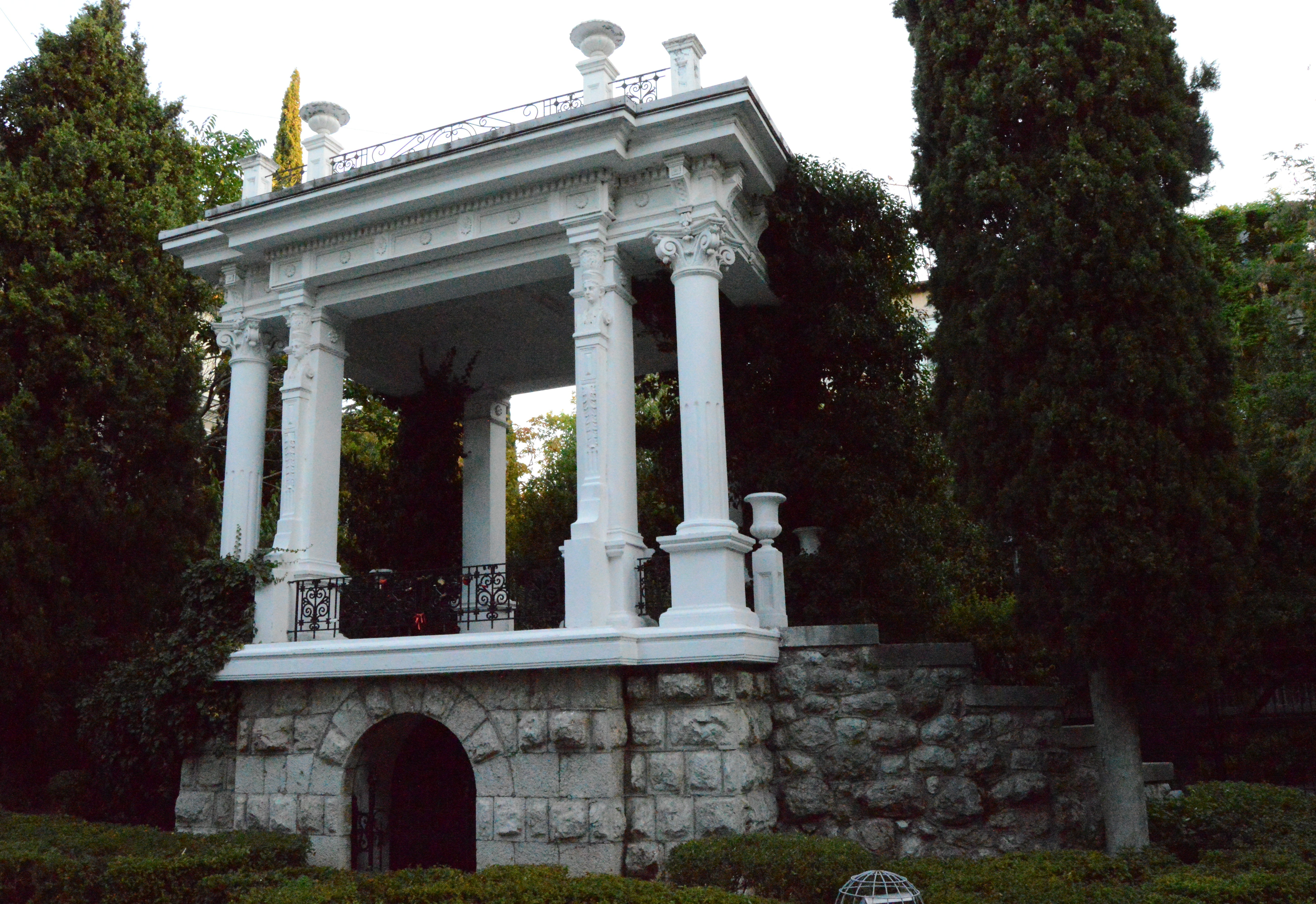
№15, le belvédère Troubetskoï
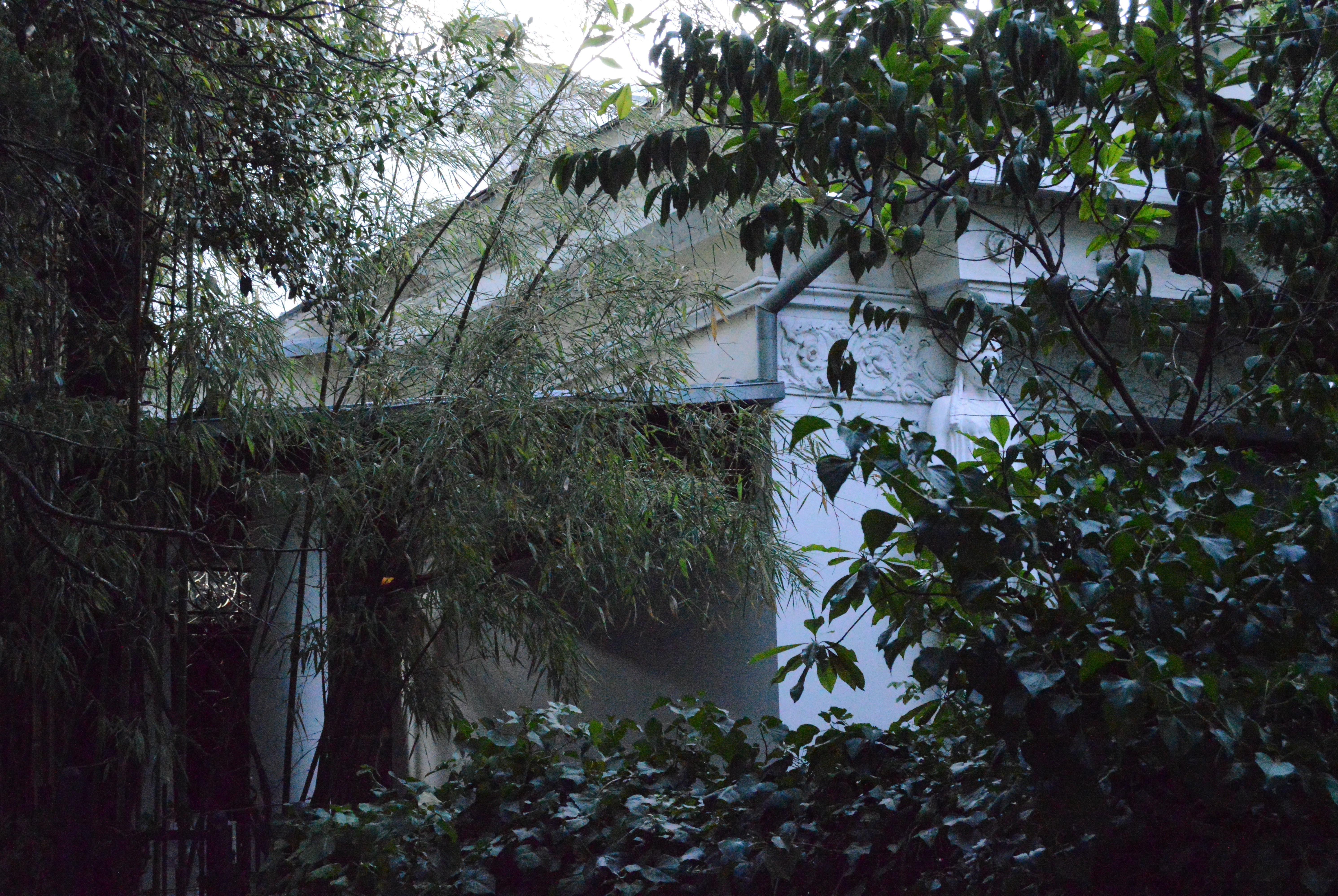
№19, 19а Maison de l'architecte Nikolaï Krasnov
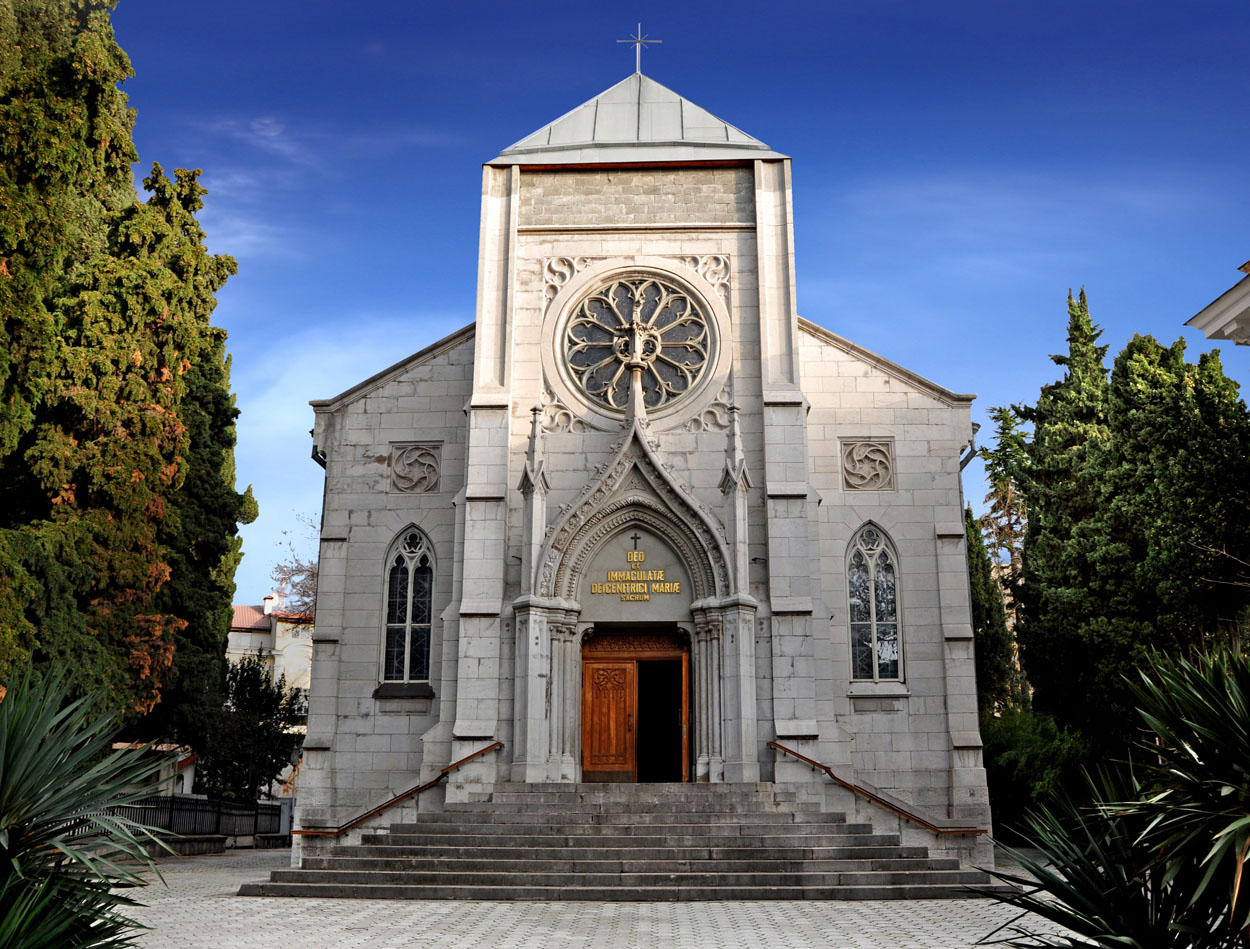
№25 "А", église catholique de l'Immaculée-Conception
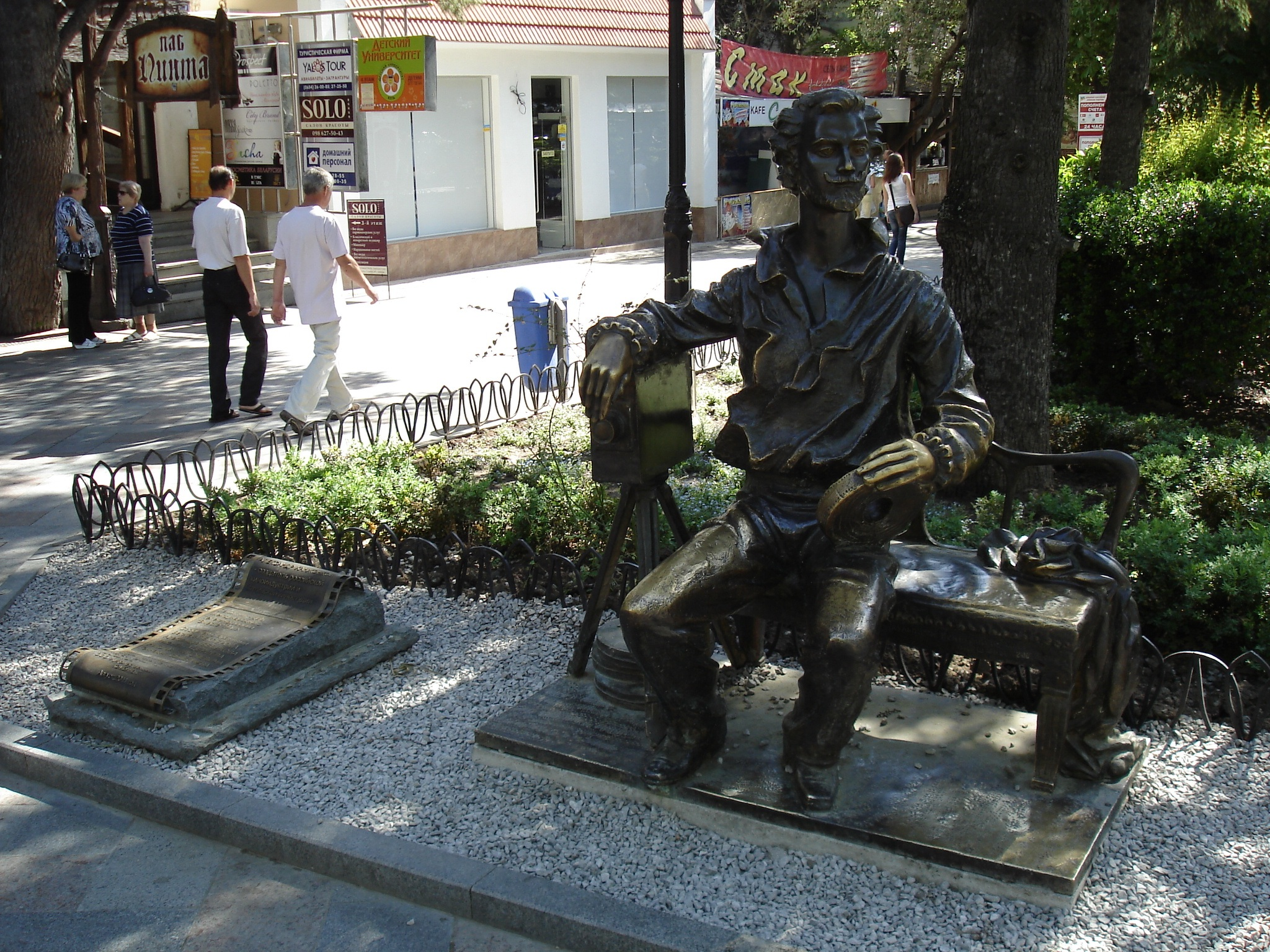
Statue d'Alexandre Khanjonkov.
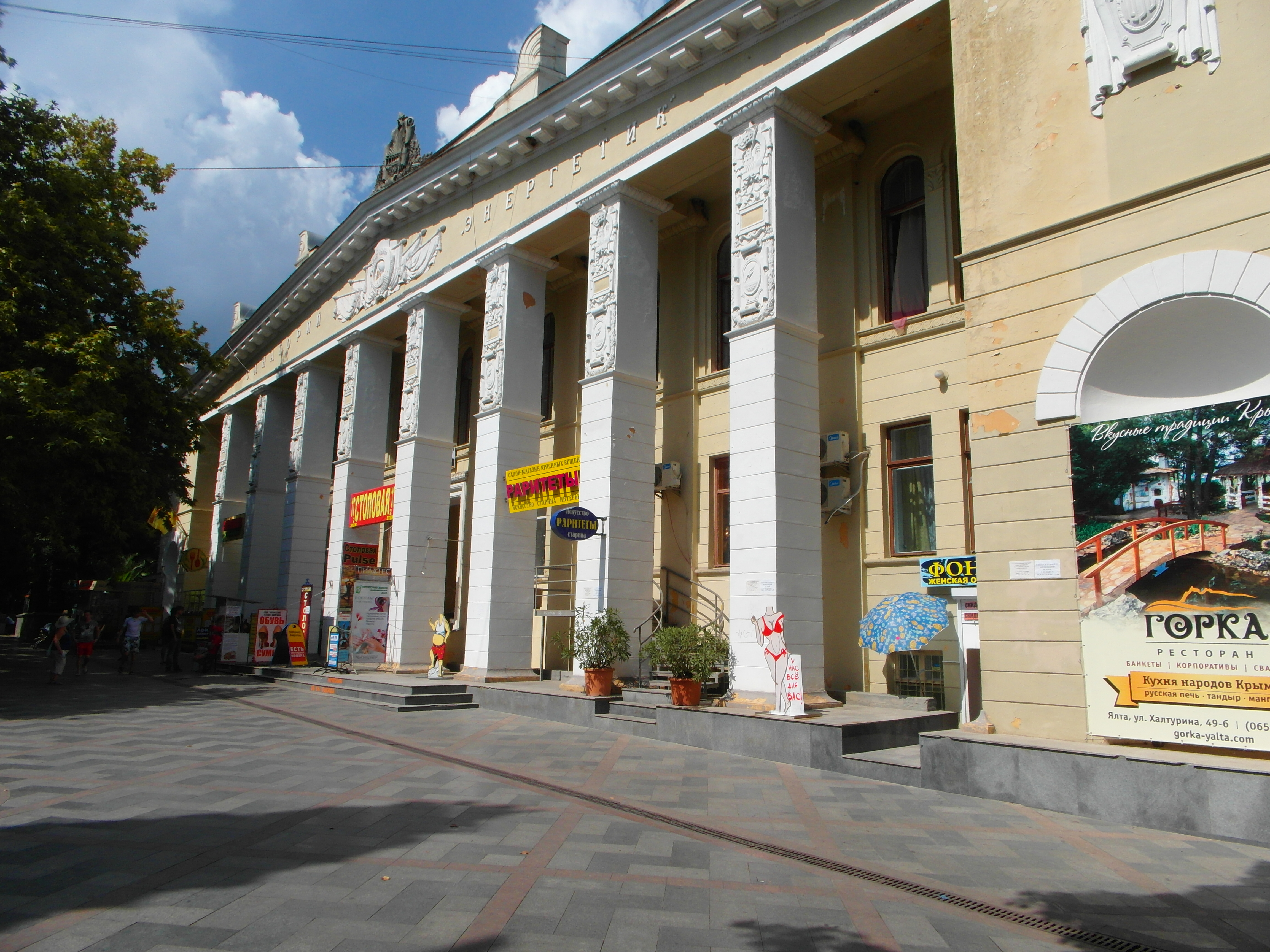
Façade de la maison de repos Energuetik..

- № 5, «А», № 5г, «а» Villa de Mme Atapova (architecte Nikolaï Krasnov), classée[3],[8]
- № 13, Maison de S.P. Bonier, classée[2],[9]
- № 15, Belvédère de Yalta, classé[3],[10]
- № 19, № 19а, «А», Maison de l'architecte Nikolaï Krasnov, classée[3],[11]
- № 23/14 Bâtiment du Trésor[12], aujourd'hui maison de vacances Energuetik («Энергетик»), bât. № 2
- № 23 Police centrale, édifice classé[13], aujourd'hui maison de vacances Energuetik, bât. № 3
- № 25, «А», Église de l'Immaculée-Conception[5],[9].

## Source de la traduction
- (ru) Cet article est partiellement ou en totalité issu de l’article de Wikipédia en russe intitulé « Пушкинская улица (Ялта) » (voir la liste des auteurs).